# Zeche Urbanus I
Die Zeche Urbanus I ist ein ehemaliges Steinkohlenbergwerk in Langendreer, Ortsteil Kaltehardt. Das Bergwerk war eine Kleinzeche. Besitzer dieser Kleinzeche waren die Vereinigten Kaliwerke Salzdetfurth. Das Bergwerk war auch unter den Namen Zeche Urbanus und Zeche Urbanus 1 bekannt.

## Bergwerksgeschichte
Im Jahr 1951 wurde vermutlich ein Schacht für das Bergwerk geteuft. Am 1. Januar des Jahres 1952 wurde das Bergwerk in Betrieb genommen. Die Tagesanlagen des Bergwerks befanden sich in der Nähe des Schachtes 7 der Zeche Mansfeld. Es wurde in einem Restpfeiler im Flöz Sonnenschein abgebaut. Es wurde in drei Örtern abgebaut. Außerdem wurde ein tonnlägiger Schacht betrieben. Der Schacht hatte eine seigere Teufe von 66 Metern (+ 42 m NN). Am 1. Januar des darauffolgenden Jahres wechselte der Besitzer des Bergwerks, neuer Besitzer wurde die Zeche Mansfeld. Am 30. Oktober des Jahres 1962 wurde die Förderung auf dem Bergwerk eingestellt und am 31. Januar des Jahres 1963 die Zeche Urbanus I stillgelegt. Im Laufe des Jahres wurde der Schacht verfüllt.

## Förderung und Belegschaft
Die ersten Förder-Belegschaftszahlen stammen aus dem Jahr 1953, es waren 93 Beschäftigte auf dem Bergwerk angelegt, die eine Förderung von 26.826 Tonnen Steinkohle erbrachten. Im Jahr 1955 wurden 35.962 Tonnen Steinkohle gefördert, wobei die Belegschaftsstärke bei 113 Beschäftigten lag. Im Jahr 1960 wurde eine Förderung von 40.067 Tonnen Steinkohle mit 53 Beschäftigten erbracht. Die maximale Förderung des Bergwerks wurde im Jahr 1961 erbracht, in welchem mit 74 Beschäftigten eine Förderung von 52.031 Tonnen erreicht werden konnte. Dies sind auch gleichzeitig die letzten bekannten Zahlen des Bergwerks.